# حرکت کن (فیلم ۱۹۰۳)
حرکت کن (انگلیسی: Move On) یک فیلم صامت بسیار کوتاه آمریکایی به کارگردانی آلفرد سی. ابدی است که در سال ۱۹۰۳ منتشر شد. نسخه‌ای از این فیلم در کتابخانه کنگره موجود است.